# Nguyễn Quang Hải (cầu thủ bóng đá, sinh 1985)
Nguyễn Quang Hải (sinh ngày 1 tháng 11 năm 1985 tại Nha Trang, Khánh Hòa) là một cựu cầu thủ bóng đá từng chơi cho Khatoco Khánh Hòa, Navibank Sài Gòn, Vicem Hải Phòng, Than Quảng Ninh và Đội tuyển bóng đá quốc gia Việt Nam ở vị trí  tiền đạo cắm. Hiện tại anh đang là trợ lý huấn luyện viên câu lạc bộ Becamex Bình Dương.
Quang Hải luôn sử dụng số áo 13 ở tất cả các đội bóng mà anh đầu quân. Quang Hải trở nên nổi tiếng sau khi thi đấu thành công và mang lại chức vô địch cho đội bóng quê hương tại Giải bóng đá U-21 quốc gia 2007 cùng với danh hiệu Cầu thủ xuất sắc nhất giải. Sau một mùa giải V-League 2010 thành công với Khánh Hòa, Quang Hải ký hợp đồng 3 năm với Navibank Sài Gòn với số tiền chuyển nhượng 9 tỷ đồng.

## Thời thơ ấu
Quang Hải sinh tại phường Vĩnh Nguyên, thành phố Nha Trang, tỉnh Khánh Hòa, trong một gia đình lao động nghèo. Anh là em út trong gia đình có 4 chị em (anh có 3 chị gái). Cha anh bỏ đi khi Quang Hải còn nhỏ. Khi được tuyển vào đội năng khiếu, do nhà nghèo không có xe đạp, Quang Hải đã phải thường xuyên xin đi nhờ xe đến nơi tập cách nhà gần chục cây số.
Với niềm đam mê và năng khiếu bóng đá, Quang Hải được các tuyển trạch viên bóng đá năng khiếu của Sở Thể dục Thể thao tỉnh Khánh Hòa phát hiện từ khi còn học Trung học cơ sở. Quang Hải đã bỏ học vào cuối cấp 2 do gia đình khó khăn về kinh tế.
Năm 2004, Quang Hải cùng một số cầu thủ cùng lứa khác như Tấn Tài, Tấn Điền, Văn Phong, Trọng Bình, Ngọc Quý,... được đôn lên đội một Khánh Hòa khi đó đang chật vật ở Giải hạng Nhì Quốc gia, và góp phần giúp câu lạc bộ thăng hai hạng liền trong các năm tiếp theo.

## Sự nghiệp

### Câu lạc bộ

#### Khatoco Khánh Hòa
Quang Hải được đôn lên đội 1 của Khánh Hòa từ năm 2004 sau 3 năm được đào tạo trong lớp năng khiếu bóng đá của tỉnh. Khi đó, đội đang đá ở Giải hạng Nhì Quốc gia. Tuy nhiên, trong suốt 3 năm ròng rã, trải qua nhiều đời huấn luyện viên của câu lạc bộ, Quang Hải vẫn là một gương mặt quen thuộc trên hàng ghế dự bị. Đến giữa mùa giải V-League 2007, khi Hoàng Anh Tuấn trở thành huấn luyện viên trưởng đội bóng, những nỗ lực tập luyện của Quang Hải mới được đền đáp. Anh được ra sân thường xuyên hơn, và cũng là người ghi bàn thắng quyết định trong trận đấu gặp Hà Nội ACB vào năm đó để giúp Khatoco Khánh Hòa trụ hạng thành công.
Cũng trong năm 2007, Quang Hải có mặt trong đội U-21 Khatoco Khánh Hòa lần đầu tiên giành vô địch Giải bóng đá U-21 quốc gia. Cá nhân anh ghi được 5 bàn thắng, trở thành vua phá lưới và được bầu chọn là Cầu thủ xuất sắc nhất giải.
Trong mùa giải 2008, Quang Hải đã ghi được 10 bàn thắng cho Khatoco Khánh Hòa tại V-League 2008 và 6 bàn thằng ở Cúp quốc gia, trở thành một cầu thủ không thể thiếu trong màu áo Khatoco Khánh Hòa.
Vào khoảng cuối mùa giải V-League 2010, báo chí đã thông báo về việc Quang Hải sẽ ra đi vào cuối mùa bóng. Mùa giải thành công nhất của Quang Hải ở Khánh Hòa là thành tích ghi được 13 bàn tại V-League 2010.

#### Navibank Sài Gòn
Anh ký hợp đồng 3 năm với Navibank Sài Gòn với số tiền chuyển nhượng 9 tỷ đồng và chơi cho đội này từ năm 2011.

### Đội tuyển quốc gia Việt Nam
Nhờ màn thi đấu ấn tượng trong màu áo U-21 và đội một Khatoco Khánh Hòa trong mùa giải 2007, Quang Hải có tên trong danh sách đội tuyển U-23 Việt Nam tham dự SEA Games 24. Tuy thi đấu khá nổi bật trong những giải giao hữu tiền SEA Games, Quang Hải vẫn bị HLV đội tuyển Việt Nam lúc bấy giờ là Alfred Riedl gạch tên ra khỏi danh sách cầu thủ đi Nakhon Ratchasima - Thái Lan, nơi diễn ra SEA Games 24, đồng nghĩa với việc đã mất đi cơ hội cuối cùng tham gia cùng đội tuyển U-23 vì năm đó anh đã 23 tuổi.
Vào năm 2008, huấn luyện viên mới của đội tuyển Việt Nam, Henrique Calisto triệu tập Quang Hải vào đội tuyển quốc gia. Trước giải AFF Cup 2008, Quang Hải chỉ là lựa chọn thứ 4 trên hàng tiền đạo (sau Lê Công Vinh, Nguyễn Việt Thắng và Phan Thanh Bình) nhưng đã lập công rất lớn bằng cú chích mũi giày ghi bàn vào lưới Singapore vào phút thứ 75, chỉ sau khi vào sân thay người được 7 phút, trong trận bán kết lượt về tại Singapore, qua đó giúp đội tuyển Việt Nam có mặt trong trận chung kết AFF Cup sau 10 năm chờ đợi.
Ngày 14 tháng 5 năm 2009, anh ghi bàn thắng trong chiến thắng 1–0 trước câu lạc bộ Olympiakos của Hy Lạp trong một trận đấu giao hữu.

## Đời sống cá nhân
Quang Hải vốn mê đá gà từ nhỏ, nên được bạn bè và đồng đội đặt cho biệt danh Hải "gà".
Hiện tại anh đang cùng đồng đội cũ Cao Sỹ Cường điều hành một trung tâm bóng đá cộng đồng có tên gọi "Dream Football" với sự hỗ trợ của một loạt đồng đội từng khoác áo Khatoco Khánh Hòa như Hoàng Đức, Thanh Tuấn...
Anh có hai người con trai: Nguyễn Lê Quang Khôi và Nguyễn Lê Quang Minh. Hiện cậu cả Quang Khôi đang là học viên của Học viện Juventus tại Việt Nam.

## Thống kê sự nghiệp

### Đội tuyển quốc gia
| Việt Nam  | Việt Nam | Việt Nam |
| Năm       | Trận     | Bàn      |
| --------- | -------- | -------- |
| 2008      | 10       | 1        |
| 2009      | 7        | 2        |
| 2010      | 8        | 0        |
| 2011      | 5        | 2        |
| 2012      | 7        | 0        |
| 2013      | 2        | 0        |
| 2015      | 1        | 0        |
| Tổng cộng | 40       | 7        |

#### Bàn thắng quốc tế
Bàn thắng của đội tuyển Việt Nam được ghi trước.
| #  | Ngày                 | Địa điểm                                                 | Đối thủ      | Bàn thắng | Kết quả | Giải đấu                    |
| -- | -------------------- | -------------------------------------------------------- | ------------ | --------- | ------- | --------------------------- |
| 1. | 21 tháng 12 năm 2008 | Sân vận động Quốc gia, Singapore, Kallang, Singapore     | Singapore    | 1–0       | 1–0     | AFF Cup 2008                |
| –  | 14 tháng 5 năm 2009  | Sân vận động Quốc gia Mỹ Đình, Hà Nội, Việt Nam          | Olympiacos   | 1–0       | 1–0     | Giao hữu (không chính thức) |
| 2. | 20 tháng 10 năm 2009 | Sân vận động Thống Nhất, Thành phố Hồ Chí Minh, Việt Nam | Turkmenistan | 1–0       | 1–0     | Cúp SJC 2009                |
| 3. | 22 tháng 10 năm 2009 | Sân vận động Thống Nhất, Thành phố Hồ Chí Minh, Việt Nam | Singapore    | 1–0       | 2–2     | Cúp SJC 2009                |
| 4. | 3 tháng 7 năm 2011   | Sân vận động Campo Desportivo, Đãng Tể, Ma Cao           | Ma Cao       | 2–0       | 7–1     | Vòng loại World Cup 2014    |
| 5. | 28 tháng 7 năm 2011  | Sân vận động Quốc gia Mỹ Đình, Hà Nội, Việt Nam          | Qatar        | 2–1       | 2–1     | Vòng loại World Cup 2014    |
| 6. | 26 tháng 10 năm 2012 | Sân vận động Thống Nhất, Thành phố Hồ Chí Minh, Việt Nam | Lào          | 1–0       | 4–0     | VFF Cup 2012                |
| 7. | 26 tháng 10 năm 2012 | Sân vận động Thống Nhất, Thành phố Hồ Chí Minh, Việt Nam | Lào          | 2–0       | 4–0     | VFF Cup 2012                |

## Thành tích

### Câu lạc bộ
U-21 Khatoco Khánh Hòa
- Giải bóng đá U21 quốc gia: 2007

Navibank Sài Gòn
- Cúp Quốc gia: 2010

Hải Phòng
- Cúp Quốc gia: 2014

Than Quảng Ninh
- Cúp Quốc gia: 2016

### Đội tuyển quốc gia
- Giải vô địch bóng đá Đông Nam Á: 2008

### Cá nhân
- Vua phá lưới Giải bóng đá U-21 quốc gia 2007
- Vua phá lưới nội V-League 2010